# 維拉利爾足球會B隊
維拉利爾足球會B隊（Villarreal CF B），为西班牙巴伦西亚自治区比利亚雷亚尔市比利亚雷亚尔俱乐部的预备队。该队成立于1999年，现参加西班牙足球乙级联赛。